# 日本ワインコンクール
日本ワインコンクール（にほんワインコンクール, Japan Wine Competition）は、日本で栽培されたブドウを100%使用して生産されたワインを対象としたワインコンクール。2003年に初開催され、2014年までは国産ワインコンクール（英語名称は2015年以降と同じJapan Wine Competition）という通称を用いていたが、2015年に変更された。

## 歴史
国産ワインコンクールとして2003年に創設された。2003年の第1回コンクールには日本各地のワイナリーから418本がエントリーし、2本（0.4%）が金賞、21本（5.0%）が銀賞、103本（24.6%）が銅賞、58本（13.9%）が入選した。イギリス人ワインジャーナリストのロバート・ジョゼフ、ボルドー大学醸造学部教授のアラン・ベルトランが特別審査員を務めた。
- 2008年 - 外務省の協力を得て、在外公館の求めに応じて本コンクール受賞ワインを提供している。2015年までに2万本を超える受賞ワインが在外公館の公式行事などで使用された[2]。
- 2014年 - コンクールには797本がエントリーし、25本（3.1%）が金賞、88本（11.0%）が銀賞、221本（27.7%）が銅賞、62本（7.8%）が奨励賞を得た。回を経るにつれて上位のワインのレベル差は少なくなっているとされる[3]。2015年には名称が日本ワインコンクールに変更された。
- 2020年4月13日 -日本ワインコンクール実行委員会は、2020年のワインコンクールの開催について、世界的な新型コロナウイルス感染症の拡大の影響のため、開催の延期や開催の可否を検討してきたが、海外の審査員の招へいや関係者の安全とスケジュールなどを考慮して中止すると発表した[4]。

## 主催・後援
日本ワイナリー協会など9者で構成される日本ワインコンクール実行委員会が主催し、外務省や国税庁などが後援している。都道府県としては唯一山梨県が実行委員会に含まれ、北海道、山形県、長野県が後援に含まれている。
| - 日本ワイナリー協会 - 日本ソムリエ協会 - 葡萄酒技術研究会 - 道産ワイン懇談会 - 山形県ワイン酒造組合 - 長野県ワイン協会 - 山梨県ワイン酒造組合 - 山梨大学ワイン科学研究センター - 山梨県 | - 外務省（後援） - 国税庁（後援） - 酒類総合研究所（後援） - 日本ブドウ・ワイン学会（後援） - 北海道（後援） - 山形県（後援） - 長野県（後援） - 各地域の新聞社やテレビ局（後援） |

## 規定
日本国の酒税法第3条で定められている果実酒のうち、日本国内で栽培され収穫されたブドウのみを用いたスティルワインまたはスパークリングワインが募集対象となる。香味調整のために香料や色素を添加したワインは対象から除外される。市販酒であることが原則であり、720ミリリットルまたは750ミリリットル瓶で1,000本以上瓶詰めされている必要がある。1エントリー当たりの参加費用は15,000円であり、ワイナリーごとのエントリー数に制限はない。

## 審査
国税庁および酒類創造研究所の専門家、各主要ワイン産地組合の代表者、ワインに関する有識者、特別審査員としての外国人審査員が審査員となり、完全ブラインドによる官能審査を行う。日本国外出身ワインジャーナリスト、ボルドー大学醸造学部教授、山梨大学ワイン科学研究センター長などが審査員を務めている。同一部門であっても品種の違い、辛口・甘口の違い、重軽の違いなどがあるため、同一基準で審査するのが困難な場合には、品種ごと、またエキス分順に審査する。一次審査と本審査に分けて実施され、20点満点で平均12点以上を得たワインのみが本審査の対象となる。本審査で平均12点以上を得たワインはその得点によって金賞、銀賞、銅賞、奨励賞を受賞する。部門中最高評点のワインは部門最高賞を受賞し、2,000円未満で部門中最高評点のワインはコストパフォーマンス賞を受賞する。
各部門の賞
- 金賞 : 17.5点以上
- 銀賞 : 15.5点以上17.5点未満
- 銅賞 : 13.5点以上15.5点未満
- 奨励賞 : 12.0点以上13.5点未満
- 部門最高賞 : 各部門中最高評点のワイン
- コストパフォーマンス賞 : 2,000円未満で部門中最高評点のワイン

## 部門
2015年には以下の13部門が設定されている。甲州種のみは一品種単独での部門が設けられている。
- 欧州系品種 赤
- 欧州系品種 白
- 国内改良等品種 赤
- 国内改良等品種 白
- 甲州 辛口
- 甲州 中口・甘口
- 北米系等品種 赤
- 北米系等品種 白
- 欧州・国内改良品種等ブレンド 赤
- 欧州・国内改良品種等ブレンド 白
- 極甘口
- ロゼワイン
- スパークリングワイン